# Meteorus clytes
Meteorus clytes är en stekelart som beskrevs av Nixon 1943. Meteorus clytes ingår i släktet Meteorus och familjen bracksteklar. Inga underarter finns listade i Catalogue of Life.